# Arcfox Lite
Arcfox Lite – elektryczny mikrosamochód produkowany pod chińską marką Arcfox w latach 2017 – 2020.

## Historia i opis modelu

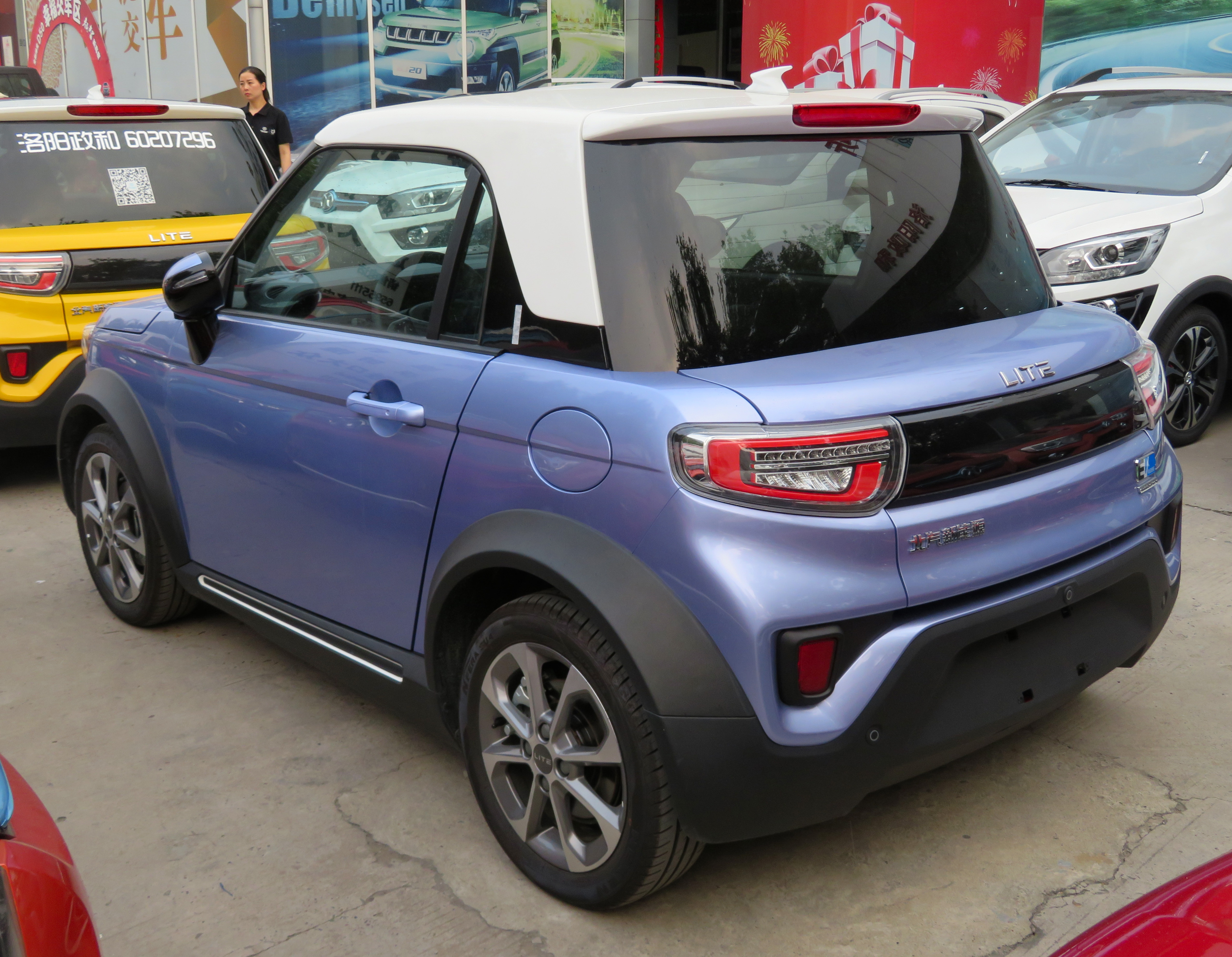
Arcfox Lite - tył

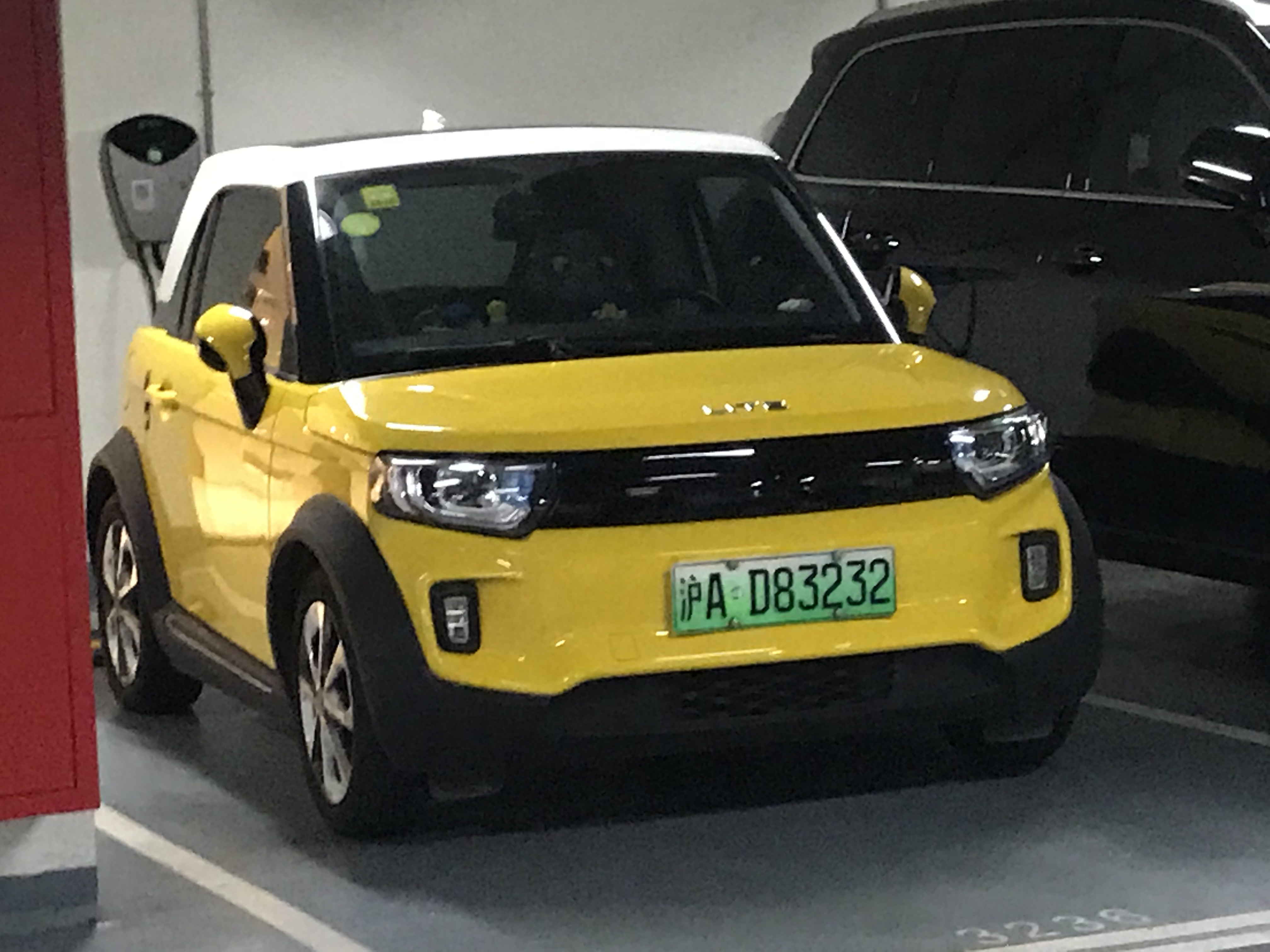
Arcfox Lite podczas ładowania

W 2016 roku chiński koncern BAIC Group przedstawił przedprodukcyjny model Lite R300, który pierwotnie miał zasilić podmarkę samochodów elektrycznych BAIC BJEV. Ostatecznie, samochód trafił do sprzedaży pod nowo powstałą marką Arcfox pod koniec 2017 roku, jako kolejny model ze stale zdobywającym popularność w Chinach mikrosamochodów o napędzie elektrycznym.
Pod kątem stylistycznym Arcfox Lite przyjął awangardową formę hatchbacka z krótkim, stopniowanym tyłem i dwukolorowym malowaniem nadwozia, a także charakterystycznym, świetlistym pasem pomiędzy reflektorami.

### Sprzedaż
Arcfox Lite zbudowany został z myślą o dynamicznie rozwijającym się rynku tanich, niewielkich samochodów elektrycznych w Chinach i tylko tutaj jest oferowany. Sprzedaż pojazdu rozpoczęła się w grudniu 2017 roku, z kolei największą popualarność pojazd zdobył w 2019 roku sprzedawając się w niemal 600 sztukach.

### Dane techniczne
Układ elektryczny Arcfoxa Lite jest współtworzony przez baterię o pojemności 16,4 kWh, rozwijając łączną moc 49 KM i maksymalny moment obrotowy wynoszący 120 Nm. Maksymalny zasięg pojazdu na jednym ładowaniu ok. 150 kilometrów.